# 熊其英
熊其英（1967年10月14日—），四川凉山人，中国女子跳远运动员。她曾获得1990年亚洲运动会女子跳远金牌。她也曾参加1988年夏季奥林匹克运动会。